# رون لايبر
رون لايبر (بالإنجليزية: Ron Lieber)‏ هو محرر وصحفي أمريكي، ولد في 1971 في شيكاغو في الولايات المتحدة.